# マウリシオ・レモス
マウリシオ・レモス（Mauricio Lemos、1995年12月28日 - ）はウルグアイ・リベラのサッカー選手。ポジションはDF。アトレチコ・ミネイロ所属。

## 経歴
2015年7月3日、ロシア・プレミアリーグのFCルビン・カザンに移籍した。
2016年1月28日、UDラス・パルマスに移籍した。2016年5月6日、クラブと5年契約を新たに締結した。
2018年1月22日、USサッスオーロ・カルチョに期限付き移籍した。
2020年8月26日、フェネルバフチェと3年契約を結んだことが発表された。
2023年2月16日、アトレチコ・ミネイロに加入した。